# NAFTRAC
El iShares NAFTRAC es un Certificado de Participación Ordinaria no amortizable, de Títulos Referenciados a Acciones (TRAC's) emitido por Nacional Financiera desde su creación el 30 de abril de 2002. Este ETF es un producto de Black Rock que busca resultados de inversión que correspondan al Índice de referencia S&P/BMV IPC que cotiza en pesos mexicanos.
Es un instrumento financiero que confiere a sus tenedores el derecho a una parte alícuota de un portafolio de acciones fideicomitidas. Es el primer instrumento en su tipo en Latinoamérica.
Está indexado al Índice de Precios y Cotizaciones de la Bolsa Mexicana de Valores en un 100% y facilita a pequeños inversionistas el acceso a inversiones patrimoniales.
Este instrumento hizo su debut en Europa en noviembre de 2009 mediante el Latibex, un mercado bursátil para valores latinoamericanos que radica en Madrid, España. El objetivo principal de listarlo era posicionarlo como un referente del mercado mexicano a nivel global.